# Aguarón
Aguarón és un municipi d'Aragó situat a la província de Saragossa i enquadrat a la comarca del Camp de Carinyena. Entre els elements a destacar hi ha l'església parroquial de Sant Miquel Arcàngel, obra barroca del segle xviii que conserva retaules més antics i un orgue. També s'ha de destacar l'ajuntament amb una porxada de tres arcs de mig punt i també del segle xviii.

## Administració
| Període   | Alcalde              | Partit |  |
| --------- | -------------------- | ------ |  |
| 1979-1983 | Ángel Gimeno Sancho  | UCD    |  |
| 1983-1987 |                      |        |  |
| 1987-1991 | Lucio Cucalón Bernal | PSOE   |  |
| 1991-1995 | Lucio Cucalón Bernal | PSOE   |  |
| 1995-1999 | Lucio Cucalón Bernal | PSOE   |  |
| 1999-2003 | Lucio Cucalón Bernal | PSOE   |  |
| 2003-2007 | Lucio Cucalón Bernal | PSOE   |  |
| 2007-2011 | Lucio Cucalón Bernal | PSOE   |  |
| 2011-2015 | Lucio Cucalón Bernal | PSOE   |  |

## Fills il·lustres
- Simón Tapia Colman, compositor i violinista (1905-1993)